# ALL FOR YOU (GENERATIONS單曲)
《ALL FOR YOU》是日本音樂團體GENERATIONS的第10张单曲，於2015年9月16日由rhythm zone发售。

## 概要
- A面曲《ALL FOR YOU》為E-girls成員石井杏奈主演的電影《Girls Step》的主題曲。
- B面曲《I Believe In Miracles》為GENERATIONS第3首翻唱歌曲，原唱者為The Jackson Sisters
- 與前作相同，此單曲收錄了上一張單曲的英語版本。
- 此單曲有2個版本，分別有「CD+DVD」和「CD ONLY」。「CD+DVD」收錄了《ALL FOR YOU》的Music Video。
- 在9月28日於公信榜单曲週排行榜取得第1位，成為GENERATIONS出道以來第1張公信榜每周銷量排名第一的單曲。
- 《ALL FOR YOU》首週的銷量達15.3萬張，亦成為GENERATIONS出道以來首週銷量最高的單曲。

## 收錄内容

### CD
1. ALL FOR YOU
（作詞：P.O.S.、作曲：SKY BEATZ・FAST LANE・J FAITH・CHRIS HOPE）
2. I Believe In Miracles
（作詞・作曲：Mark Capanni・ボビー・テイラー、編曲：福田貴史））
3. ALL FOR YOU (Instrumental)
4. I Believe In Miracles (Instrumental)
5. Hard Knock Days（English version）
（英語詞：岡田マリア、作曲：HIKARI・Stephan Elfgren）

### DVD
1. ALL FOR YOU（Music Video）

## 外部連結
- YouTube上的ALL FOR YOU